# نخل کوئیر
نخل کوئیر (به فرانسوی: Queer Palm) جایزهٔ مستقلی است که به فیلم‌های مرتبط با ال‌جی‌بی‌تی شرکت‌کننده در جشنواره فیلم کن اهدا می‌شود. این جایزه در سال ۲۰۱۰ بنیان‌گذارده شد و توسط دو فیلم‌ساز فرانسوی، الیویه دوکاستل و ژاک مارتینو حمایت مالی می‌شود.

## برندگان
| سال  | برنده                                             |
| ---- | ------------------------------------------------- |
| ۲۰۱۰ | کابوم اثر گرگ آراکی (ایالات متحده، فرانسه)        |
| ۲۰۱۱ | زیبایی اثر اولیور هرمانوس (آفریقای جنوبی، فرانسه) |
| ۲۰۱۲ | به‌هرحال لارنس اثر زاویه دولان (کانادا)            |
| ۲۰۱۳ | غریبه کنار دریاچه اثر آلن گیرودی (فرانسه)         |
| ۲۰۱۴ | غرور اثر متیو وارچس (بریتانیا)                    |
| ۲۰۱۵ | کارول اثر تاد هینز (بریتانیا، ایالات متحده)       |
| ۲۰۱۶ | زندگی‌های ترز اثر سباستین لیفشیتس (فرانسه)         |
| ۲۰۱۷ | ۱۲۰ تپش در دقیقه اثر ربان کامپیلو (فرانسه)        |
| ۲۰۱۸ | دختر اثر لوکاس دونت (بلژیک)                       |
| ۲۰۱۹ | پرترهٔ دوشیزه‌ای شعله‌ور اثر سلین سیاما (فرانسه)     |